# Zineb Rimi
Zineb Rimi Monfaloouti (Casablanca, Marruecos) es una exjugadora y entrenadora de baloncesto marroquí afincada en Petrel, Alicante, España. Es creadora de un proyecto social de baloncesto. En 2025 publicó Más allá del juego, un libro autobiográfico.

## Biografía
Zineb Rimi nació en Casablaca, en una familia tradicional musulmana que no la apoyó activamente para dedicarse al deporte de forma profesional. Empezó en atletismo y balonmano, y a los 13 o 14 años entró en un equipo de baloncesto.
Mientras a otras compañeras las llevaban en coche a los entrenamientos, ella iba sola en autobús y trabajaba como ebanista con su padre para poder financiarse. Su obstinación y sus habilidades para el baloncesto la llevaron a jugar en la Selección Nacional Absoluta de Marruecos, junto con la que participó en los Juegos Mediterráneos y en los francófonos, celebrados en Canadá en 2001.
Al casarse con un español, se trasladó a Petrel y dejó el baloncesto por la presión de su marido. Finalmente, Rimi rompió la relación y volvió al mundo del baloncesto como entrenadora del Club Baloncesto Petrer, en 2012, cargo que desempeñó durante diez temporadas.
En 2022 fundó la Escuela Social Zineb Basket, una escuela de deporte con enfoque social, en la que trabaja valores como el compañerismo, la autoestima y la gestión de emociones.
En 2025, coincidiendo con el aniversario de la fundación de su escuela de baloncesto, publicó Más allá del juego (2025), un libro autobiográfico en el que habla de sus orígenes, de sus dificultades y de la importancia de la resiliencia. El prólogo del libro es de Lucía Asué Mbomio Rubio.

## Obra
- Más allá del juego: Como una pelota naranja une el mundo (2025)

## Premios y reconocimientos
- En 2022 recibió el Premio Deporte con Valores, otorgado por la Obra Social de Caixapetrer.[6]
- En 2023 fue la encargada de encender la mascletá en las fiestas de Petrel.[8]